# Абдель-Вахід Ель-Саєд
Абдель-Вахід Ель-Саєд (араб. عبد الواحد السيد, нар. 3 червня 1977, Тала) — єгипетський футболіст, що грав на позиції воротаря за клуб «Замалек», з яким вигравав Лігу чемпіонів КАФ, а також національну збірну Єгипту, у складі якої — дворазовий володар Кубка африканських націй.

## Клубна кар'єра
Народився 3 червня 1977 року в місті Тала. Вихованець футбольної школи клубу «Замалек». Дорослу футбольну кар'єру розпочав 1997 року в основній команді того ж клубу, в якій провів сімнадцять сезонів, взявши участь у 262 матчах чемпіонату. Відзначався досить високою надійністю, пропускаючи в іграх чемпіонату в середньому менше одного гола за матч. За цей час тричі ставав чемпіоном Єгипту і виборов титул переможця Ліги чемпіонів КАФ.
Завершував ігрову кар'єру у команді «Міср-Ель-Макаса», за яку виступав протягом 2014—2015 років.

## Виступи за збірну
1999 року дебютував в офіційних матчах у складі національної збірної Єгипту. Протягом наступних 15 років провів у її формі 39 матчів, пропустивши 19 голів. Зазвичай лишався резервним голкіпером національної команди, програючи конкуренцію спочатку Надеру Ель-Саєду, а згодом Ессаму Ель-Хадарі;
Був учасником Кубка африканських націй 2000 в Малі, де на поле на виходів. А на переможних для Єгипту Кубку африканських націй 2006 та Кубку африканських націй 2010 провів по одній грі групового етапу.
| Дата       | Місто         | Господарі         | Результат | Гості             | Турнір                                   | Голи | Примітки  |
| ---------- | ------------- | ----------------- | --------- | ----------------- | ---------------------------------------- | ---- | --------- |
| 15-11-1999 | Каїр          | Єгипет            | 1 – 0     | Намібія           | товариський матч                         | -    | 46'       |
| 22-12-2002 | Каїр          | Єгипет            | 0 – 0     | Гана              | товариський матч                         | -    | 46'       |
| 19-03-2003 | Порт-Саїд     | Єгипет            | 6 – 0     | Катар             | товариський матч                         | -    | 52'       |
| 15-11-2003 | Каїр          | Єгипет            | 2 – 1     | ПАР               | товариський матч                         | -1   | 46'       |
| 18-11-2003 | Каїр          | Єгипет            | 1 – 0     | Швеція            | товариський матч                         | -    | 46'       |
| 15-12-2003 | Манама        | Єгипет            | 1 – 0     | Бахрейн           | товариський матч                         | -    |           |
| 18-12-2003 | Манама        | Єгипет            | 2 – 0     | Ірак              | товариський матч                         | -    | 46'       |
| 14-01-2004 | Порт-Саїд     | Єгипет            | 2 – 2     | Республіка Конго  | товариський матч                         | -2   |           |
| 03-02-2004 | Монастір      | Камерун           | 0 – 0     | Єгипет            | Кубок африканських націй 2004 - 1-й етап | -    |           |
| 31-03-2004 | Каїр          | Єгипет            | 2 – 1     | Тринідад і Тобаго | товариський матч                         | -    | 46'       |
| 24-05-2004 | Каїр          | Єгипет            | 2 – 0     | Зімбабве          | товариський матч                         | -    | 46'       |
| 29-05-2004 | Каїр          | Єгипет            | 2 – 0     | Габон             | товариський матч                         | -    | 46'       |
| 28-11-2004 | Каїр          | Єгипет            | 1 – 1     | Болгарія          | товариський матч                         | -1   |           |
| 08-01-2005 | Каїр          | Єгипет            | 3 – 0     | Уганда            | товариський матч                         | -    | 70'       |
| 09-02-2005 | Каїр          | Єгипет            | 4 – 0     | Бельгія           | товариський матч                         | -    |           |
| 14-03-2005 | Ед-Даммам     | Саудівська Аравія | 0 – 1     | Єгипет            | товариський матч                         | -    | Замінений |
| 27-03-2005 | Каїр          | Єгипет            | 4 – 1     | Лівія             | Відбір до ЧС 2006                        | -1   |           |
| 27-05-2005 | Ель-Кувейт    | Кувейт            | 0 – 1     | Єгипет            | товариський матч                         | -    | 46'       |
| 29-07-2005 | Женева        | Єгипет            | 5 – 0     | Катар             | товариський матч                         | -    |           |
| 17-08-2005 | Понта-Делгада | Португалія        | 2 – 0     | Єгипет            | товариський матч                         | -    | 48'       |
| 04-09-2005 | Каїр          | Єгипет            | 4 – 1     | Бенін             | Відбір до ЧС 2006                        | -1   |           |
| 14-01-2006 | Каїр          | Єгипет            | 1 – 2     | ПАР               | товариський матч                         | -2   | 58'       |
| 25-03-2007 | Каїр          | Єгипет            | 3 – 0     | Мавританія        | Відбір до Кубка африканських націй 2008  | -    | 75'       |
| 19-11-2008 | Каїр          | Єгипет            | 5 – 1     | Бенін             | товариський матч                         | -1   | 46'       |
| 23-01-2009 | Каїр          | Єгипет            | 1 – 0     | Кенія             | товариський матч                         | -    | 46'       |
| 05-11-2009 | Асуан         | Єгипет            | 5 – 1     | Танзанія          | товариський матч                         | -1   | 46'       |
| 29-12-2009 | Каїр          | Єгипет            | 1 – 1     | Малаві            | товариський матч                         | -1   | 46'       |
| 20-01-2010 | Бенгела       | Єгипет            | 2 – 0     | Бенін             | Кубок африканських націй 2010 - 1-й етап | -    | 77'       |
| 11-08-2010 | Каїр          | Єгипет            | 6 – 3     | ДР Конго          | товариський матч                         | -1   | 46'       |
| 17-11-2010 | Каїр          | Єгипет            | 3 – 0     | Австралія         | товариський матч                         | -    | 61'       |
| 16-12-2010 | Доха          | Катар             | 2 – 1     | Єгипет            | товариський матч                         | -2   |           |
| 05-01-2011 | Каїр          | Єгипет            | 5 – 1     | Танзанія          | товариський матч                         | -    | 58'       |
| 09-01-2011 | Каїр          | Єгипет            | 1 – 0     | Уганда            | товариський матч                         | -    |           |
| 14-01-2011 | Каїр          | Єгипет            | 5 – 1     | Кенія             | товариський матч                         | -1   |           |
| 17-01-2011 | Каїр          | Єгипет            | 3 – 1     | Уганда            | товариський матч                         | -1   | 87'       |
| 12-04-2012 | Дубай         | Єгипет            | 3 – 2     | Нігерія           | товариський матч                         | -2   |           |
| 22-03-2013 | Александрія   | Єгипет            | 10 – 0    | Есватіні          | товариський матч                         | -    | 46'       |
| 26-03-2013 | Александрія   | Єгипет            | 2 – 1     | Зімбабве          | Відбір до ЧС 2014                        | -1   | кап.      |
| Усього     |               | Матчів            | 39        |                   | Голів                                    | -19  |           |

## Титули і досягнення
- Чемпіон Єгипту (3):

«Замалек»: 2000-2001, 2002-2003, 2003-2004
- Володар Кубка Єгипту (5):

«Замалек»: 1998, 2002, 2008, 2013, 2014
- Переможець Ліги чемпіонів КАФ (1):

«Замалек»: 2002
- Володар Суперкубка КАФ (1):

«Замалек»: 2003
- Володар Кубка африканських націй (2):

2006, 2010